# Науково-дослідна частина Львівської політехніки

## Загальні відомості
Науково-дослідна частина (НДЧ) — є структурним підрозділом Національного університету «Львівська політехніка», що об'єднує підрозділи, які виконують науково-дослідні роботи та розробки з усіх напрямів діяльності згідно зі спеціалізацією університету. НДЧ не має самостійного балансу і статусу юридичної особи.
Науково-дослідна частина створена на базі підрозділів університету наказом Мінвузу УРСР від 12.11.1978 року № 426 та передбачена статутом Національного університету «Львівська політехніка».

## Історія Науково-дослідної частини (НДЧ)
Науково-дослідна частина (НДЧ) Національного університету «Львівська політехніка» створена у квітні 1978 року постановою Кабінету Міністрів СРСР і є правонаступницею науково-дослідного сектору, який було утворено в 1946 році. Протягом трьох десятиріч змінювалися керівники НДЧ, зазнала змін і сама структура науково-дослідної частини, в якій, на вимогу часу, для ефективного вирішення поставлених завдань з’являлися нові підрозділи, але незмінними залишалися високий професіоналізм працівників та якість виконаних науково-дослідних робіт.

## Структура
Нині науково-дослідна частина — один з основних структурних підрозділів університету. 

### Наукові підрозділи
- держбюджетні групи при кафедрах;
- тимчасові творчі колективи;
- науково-дослідні, науково-проектні, навчально-наукові та випробувальні лабораторії при кафедрах;
- галузеві та регіональні науково-дослідні лабораторії;
- науково-дослідний конструкторський інститут електронної вимірювальної та обчислювальної техніки (НДКІ EЛBIT)[1];
- спеціальне конструкторське бюро електромеханічних систем (СКБ ЕМС);
- науково-дослідний центр твердотільної електроніки та сенсорів центр «Кристал»;
- органи сертифікації;
- центр технологічної безпеки;
- спеціальні науково-дослідні лабораторії з академічними і галузевими установами та підприємствами.

Докладніше

### Управління науково-дослідною частиною
НДЧ очолює начальник, який здійснює оперативне керівництво її діяльністю, та підпорядковується проректору з наукової роботи Наталії Чухрай.
Начальник науково-дослідної частини — Небесний Роман Володимирович.
Вчений секретар науково-дослідної частини — Гумінілович Руслана Ростиславівна.

#### Підрозділи
- відділ науково-організаційного супроводу наукових досліджень (відділ НОСНД);
- відділ маркетингу та інноватики;
- відділ метрології;
- відділ докторантури та аспірантури;
- планово-фінансова група;
- сектор бухгалтерії НДЧ;
- сектор кадрового забезпечення;
- сектор підготовки наукових та науково-педагогічних кадрів.

## Основні завдання НДЧ
Основними завданнями, покладеними до виконання на НДЧ є:
- отримання конкурентоспроможних наукових і науково-прикладних результатів шляхом провадження науково-технічної та інноваційної діяльності;
- забезпечення органічного поєднання в діяльності університету освітньої, наукової та інноваційної діяльності; формування сучасного наукового кадрового потенціалу, здатного розробляти та впроваджувати інноваційні наукові розробки; популяризація наукової діяльності серед студентської молоді, сприяння залученню осіб, які навчаються, до наукової роботи та інноваційної діяльності;
- налагодження міжнародних зв'язків та провадження міжнародної діяльності в галузі науки.

## Підготовка та атестація науково-педагогічних і наукових кадрів
Національний університет «Львівська політехніка» є одним з провідних центрів в Україні, який готує фахівців вищої кваліфікації для потреб закладів освіти, наукових установ та промислових підприємств, що забезпечує подальший розвиток пріоритетних напрямків народного господарства в цілому.
Ця робота зосереджена в рамках виконання Комплексної програми підготовки наукових та науково-педагогічних кадрів університету, складеної з врахуванням досягнутого рівня забезпеченості окремих кафедр та інститутів висококваліфікованими спеціалістами, а також наявного досвіду їх підготовки.
В університеті існує система безперервної підготовки кадрів вищої наукової кваліфікації з використанням різноманітних форм підготовки: Докторантура, аспірантура, переведення на посаду наукового співробітника для завершення докторської дисертації, надання творчих відпусток для завершення роботи над дисертаціями, прикріплення до кафедр здобувачів наукового ступеня для виконання дисертаційних робіт, підготовки та складання кандидатських іспитів.
Для підготовки фахівців вищої наукової кваліфікації в університеті відкрита докторантура з 37 спеціальностей, а також ліцензовано 54 спеціальності аспірантури. Профіль підготовки докторантів та аспірантів відповідає пріоритетним напрямам наукової діяльності університету та фактично охоплює всі напрямки, за якими в університеті здійснюється підготовка фахівців за відповідними освітньо-кваліфікаційними рівнями.
Одночасно з підготовкою спеціалістів за рахунок держбюджетних коштів, в університеті ведеться підготовка спеціалістів на контрактній основі.
Для ефективної підготовки фахівців вищої кваліфікації в університеті створено 23 спеціалізовані Вчені ради для захисту докторських та кандидатських дисертацій.